# 70 Virginis
70 Virginis è una stella nana gialla che fa parte della costellazione Vergine.
È situata a circa 59 anni luce dal Sistema Solare e si trova al bordo nord dal centro della costellazione, a nord-est di Vindemiatrix.
Nel 1996 è stato scoperto dagli astronomi un pianeta extrasolare che orbita attorno ad esso, battezzato 70 Virginis b.

## Prospetto
Di seguito un prospetto del sistema planetario di 70 Virginis.
| Nome          | Nome          | Massa           | Semiasse maggiore | Periodo orbitale         | Scoperta |
| ------------- | ------------- | --------------- | ----------------- | ------------------------ | -------- |
| 70 Virginis b | 70 Virginis b | >7.49 ± 0.61 MJ | 0.484 ± 0.028 UA  | 116.6884 ± 0.0044 giorni | 1996     |